# Synagoga Jankiela Fersztera w Łodzi
Synagoga Jankiela Fersztera w Łodzi – prywatny dom modlitwy znajdujący się w Łodzi przy ulicy Rzgowskiej 8.
Synagoga została zbudowana w 1896 roku z inicjatywy Jankiela Fersztera. Mogła ona pomieścić 30 osób. Podczas II wojny światowej hitlerowcy zdewastowali synagogę.